# TP d'Or 1995
Els Premis TP d'Or corresponents a 1995, foren entregats en una gala al Palacio de Congresos de Madrid el 12 de març de 1996 presentada per Bertín Osborne, Paula Vázquez i El Gran Wyoming.
| Categoria                       | Programa                                                     | Persona                            | Resultat     |
| ------------------------------- | ------------------------------------------------------------ | ---------------------------------- | ------------ |
| Actor                           | Médico de familia                                            | Emilio Aragón                      | Guanyador    |
| Actor                           | Farmacia de guardia                                          | Carlos Larrañaga                   | Nominat      |
| Actor                           | ¡Ay, Señor, Señor!                                           | Andrés Pajares                     | Nominat      |
| Actriu                          | Pepa y Pepe                                                  | Verónica Forqué                    | Guanyadora   |
| Actriu                          | Médico de familia                                            | Lydia Bosch                        | Nominada     |
| Actriu                          | Farmacia de guardia                                          | Concha Cuetos                      | Guanyadora   |
| Presentador                     | Quién sabe dónde                                             | Francisco Lobatón                  | Guanyador    |
| Presentador                     | ¿Qué apostamos?, Cuando calienta el Sol i Aquí jugamos todos | Ramón García                       | Nominat      |
| Presentador                     | Esta noche cruzamos el Mississippi                           | Pepe Navarro                       | Nominat      |
| Presentadora                    | A toda página                                                | Marta Robles                       | Guanyadora   |
| Presentadora                    | Cita con la vida                                             | Nieves Herrero                     | Nominada     |
| Presentadora                    | Antena 3 Noticias                                            | Olga Viza                          | Nominada     |
| Sèrie Nacional                  | Médico de familia                                            | Médico de familia                  | Guanyadora   |
| Sèrie Nacional                  | Farmacia de guardia                                          | Farmacia de guardia                | Nominada     |
| Sèrie Nacional                  | Pepa y Pepe                                                  | Pepa y Pepe                        | Nominada     |
| Telenovel·la                    | Corazón Salvaje                                              | Corazón Salvaje                    | Guanyadora   |
| Telenovel·la                    | Agujetas de color de rosa                                    | Agujetas de color de rosa          | Nominada     |
| Telenovel·la                    | Poble Nou                                                    | Poble Nou                          | Nominada     |
| Sèrie Estrangera                | The X-Files                                                  | The X-Files                        | Guanyadora   |
| Sèrie Estrangera                | Dr. Quinn, Medicine Woman                                    | Dr. Quinn, Medicine Woman          | Nominada     |
| Sèrie Estrangera                | The Fresh Prince of Bel-Air                                  | The Fresh Prince of Bel-Air        | Nominada     |
| Informatiu diari                | A toda página                                                | A toda página                      | Guanyador    |
| Informatiu diari                | Antena 3 Noticias                                            | Antena 3 Noticias                  | Nominat      |
| Informatiu diari                | Telediario                                                   | Telediario                         | Nominat      |
| Programa d'actualitat           | Informe semanal                                              | Informe semanal                    | Guanyador    |
| Programa d'actualitat           | Quién sabe dónde                                             | Quién sabe dónde                   | Nominat      |
| Programa d'actualitat           | Documentos TV                                                | Documentos TV                      | Nominat      |
| Programa musical i de varietats | ¡Qué me dices!                                               | ¡Qué me dices!                     | Guanyador    |
| Programa musical i de varietats | Del 40 al 1                                                  | Del 40 al 1                        | Nominat      |
| Programa musical i de varietats | La Revista                                                   | La Revista                         | Nominat      |
| Magazine                        | Esta noche cruzamos el Mississippi                           | Esta noche cruzamos el Mississippi | Guanyador    |
| Magazine                        | El día después                                               | El día después                     | Nominat      |
| Magazine                        | Lo que necesitas es amor                                     | Lo que necesitas es amor           | Nominat      |
| Programa d'Entrevistes          | Hermida y Cía                                                | Hermida y Cía                      | Guanyador    |
| Programa d'Entrevistes          | Lo + Plus                                                    | Lo + Plus                          | Nominat      |
| Programa d'Entrevistes          | La vida según...                                             | La vida según...                   | Nominat      |
| Concurs                         | ¿Qué apostamos?                                              | ¿Qué apostamos?                    | Guanyador    |
| Concurs                         | Lingo                                                        | Lingo                              | Nominat      |
| Concurs                         | Menudo Show                                                  | Menudo Show                        | Nominat      |
| Programa Infantil               | Club Disney                                                  | Club Disney                        | Guanyador    |
| Programa Infantil               | Barrio Sésamo                                                | Barrio Sésamo                      | Nominat      |
| Programa Infantil               | Mortadelo y Filemón                                          | Mortadelo y Filemón                | Nominat      |
| Premi Especial a tota una vida  | Jesús Puente                                                 | Jesús Puente                       | Jesús Puente |